# M*A*S*H (2. сезона)
Друга сезона америчке војномедицинске драмедије M*A*S*H (срп. Меш) емитовала се у периоду од 15. септембра 1973. године до 2. мартa 1974. године на америчком телевизијском каналу Си-Би-Ес и броји 24 епизоде. Песма уводне шпице за ову сезону била је инструментална верзија песме "Suicide Is Painless" која се оригинално појавила у филму M*A*S*H.
Смештена током Корејског рата, друга сезона серије Меш прати догодовштине капетана Бенџамина Френклина "Хокаја" Пирса и његовог најбољег друга капетана "Трапера" Џона Франциса Ксавијера Мекинтајера, који покушавају да одрже свој разум у јеку рата, шалећи се на рачун мајора Френка Бeрнса и мајора Маргарет "Вруће Усне" Хулихан. Радња сезоне смештена је у четири хиљаде седамдесет и седму мобилну војну болницу, лоцирану пет километара од фронта.
Сезона је снимљена у националном парку Малибу Крик, у Калифорнији и у студију у Холивуду. Текст на почетку епизода исписан је фонтом Купер Блек.
Због лоше гледаности претходне сезоне, друга сезона серије емитовала се суботом у вечерњим сатима у периоду од двадесет часова и тридесет минута до двадесет и једног часа. Овај термин, угњежден између јако популарних серија Сви у породици и Шоу Мери Тајлер Мур, помогао је да се Меш уздигне до врха гледаности у сезони 1973-1974. где се налазио константно на листи топ 10 најгледанијих емисија. Најгледанија епизода сезоне, епизода "Сложни у неслози" достигла је треће место на Нилсен листи. Друга сезона серије Меш је завршила сезону 1973-1974 на четвртом месту, побољшавши се десетоструко у односу на претходну сезону.
Главну глумачку поставу серије чинили су Алан Алда, Вејн Роџерс, Меклејн Стивенсон, Лари Линвил, Лорета Свит, и Гари Бургоф.
Друга сезона Меша је 1974. године освојила награду Еми за ударне термине у категорији хумористичких серија.

## Улоге

#### Главне улоге
- Алан Алда — капетан Бенџамин Френклин „Хокај” Пирс
- Вејн Роџерс — капетан Џон „Трапер” Мекинтајер
- Меклејн Стивенсон — потпуковник Хенри Блејк
- Лорета Свит — мајор Маргарет „Вруће Усне” Хулихан
- Лари Линвил — мајор Френк Бeрнс
- Гари Бургоф — каплар Валтер „Радар” О’Рајли

## Епизоде
Листа епизода прве сезоне, сортирана по редоследу у којем су се епизоде оригинално емитовале:
| Број у серији | Број у сезони | Продукцијски код | Наслов                      | Наслов оригинала                    | Сценариста                                                                            | Режија       | Премијерно емитовање |
| ------------- | ------------- | ---------------- | --------------------------- | ----------------------------------- | ------------------------------------------------------------------------------------- | ------------ | -------------------- |
| 25            | 1             | K-401            | Сложни у неслози            | Divided We Stand                    | Лари Гелбарт                                                                          | Џеки Купер   | 15. септембар 1973.  |
|               |               |                  |                             |                                     |                                                                                       |              |                      |
| 26            | 2             | K-403            | Тачно у 5, стиже Чарли      | 5 O'Clock Charlie                   | Прича: Кит Вокер Телеплеј: Лари Гелбарт. Лоренс Маркс и Кит Вокер                     | Норман Токар | 22. септембар 1973.  |
|               |               |                  |                             |                                     |                                                                                       |              |                      |
| 27            | 3             | K-402            | Радаров извештај            | Radar's Report                      | Прича: Шелдон Келер Телеплеј: Лоренс Маркс                                            | Џеки Купер   | 29. септембар 1973.  |
|               |               |                  |                             |                                     |                                                                                       |              |                      |
| 28            | 4             | K-404            | За добробит службе          | For the Good of the Outfit          | Џери Мајер                                                                            | Џеки Купер   | 6. октобар 1973.     |
|               |               |                  |                             |                                     |                                                                                       |              |                      |
| 29            | 5             | K-405            | Доктор Пирс и Господин Хајд | Dr. Pierce and Mr. Hyde             | Алан Алда и Роберт Клејн                                                              | Џеки Купер   | 13. октобар 1973.    |
|               |               |                  |                             |                                     |                                                                                       |              |                      |
| 30            | 6             | K-407            | Ким                         | Kim                                 | Марк Мандел и Лари Гелбарт и Лоренс Маркс                                             | Вилјам Виард | 20. октобар 1973.    |
|               |               |                  |                             |                                     |                                                                                       |              |                      |
| 31            | 7             | K-406            | Жена за Вокера              | L.I.P. (Local Indigenous Personnel) | Прича: Карл Клајншмит Телеплеј: Карл Клајншмит, Лари Гелбарт и Лоренс Маркс           | Дон Вајс     | 27. октобар 1973.    |
|               |               |                  |                             |                                     |                                                                                       |              |                      |
| 32            | 8             | K-408            | Суђење Хенрија Блејка       | The Trial of Henry Blake            | Меклејн Стивенсон                                                                     | Дон Вајс     | 3. новембар 1973.    |
|               |               |                  |                             |                                     |                                                                                       |              |                      |
| 33            | 9             | K-409            | Драги тата... Три           | Dear Dad... Three                   | Лари Гелбарт и Лоренс Маркс                                                           | Дон Вајс     | 10. новембар 1973.   |
|               |               |                  |                             |                                     |                                                                                       |              |                      |
| 34            | 10            | K-410            | Снајпериста                 | The Sniper                          | Ричард Пауел                                                                          | Џеки Купер   | 17. новембар 1973.   |
|               |               |                  |                             |                                     |                                                                                       |              |                      |
| 35            | 11            | K-411            | Епидемија                   | Carry On, Hawkeye                   | Прича: Бернард Дилберт Телеплеј: Бернард Дилберт и Лари Гелбарт и Лоренс Маркс        | Џеки Купер   | 24. новембар 1973.   |
|               |               |                  |                             |                                     |                                                                                       |              |                      |
| 36            | 12            | K-412            | Инкубатор                   | The Incubator                       | Лари Гелбарт и Лоренс Маркс                                                           | Џеки Купер   | 1. децембар 1973.    |
|               |               |                  |                             |                                     |                                                                                       |              |                      |
| 37            | 13            | K-413            | Мени не делите              | Deal Me Out                         | Лари Гелбарт и Лоренс Маркс                                                           | Џин Рејнолдс | 8. децембар 1973.    |
|               |               |                  |                             |                                     |                                                                                       |              |                      |
| 38            | 14            | K-414            | Вруће Усне и празне руке    | Hot Lips and Empty Arms             | Линда Блодворт и Мери Кеј Плејс                                                       | Џеки Купер   | 15. децембар 1973.   |
|               |               |                  |                             |                                     |                                                                                       |              |                      |
| 39            | 15            | K-415            | Резервисано за официре      | Officers Only                       | Ед Џурист                                                                             | Џеки Купер   | 22. децембар 1973.   |
|               |               |                  |                             |                                     |                                                                                       |              |                      |
| 40            | 16            | K-416            | Заљубљени Хенри             | Henry In Love                       | Лари Гелбарт и Лоренс Маркс                                                           | Дон Вајс     | 5. јануар 1974.      |
|               |               |                  |                             |                                     |                                                                                       |              |                      |
| 41            | 17            | K-417            | Потреба за чизмом           | For Want of a Boot                  | Шелдон Келер                                                                          | Дон Вајс     | 12. јануар 1974.     |
|               |               |                  |                             |                                     |                                                                                       |              |                      |
| 42            | 18            | K-418            | Операција Носа              | Operation Noselift                  | Прича: Пол Ричардс и Ерик Тарлоф Телеплеј: Ерик Тарлоф                                | Хај Авербак  | 19. јануар 1974.     |
|               |               |                  |                             |                                     |                                                                                       |              |                      |
| 43            | 19            | K-419            | Одабрани народ              | The Chosen People                   | Прича: Џери Ренерт и Џеф Вилхелм Телеплеј: Шелдон Келер и Лари Гелбарт и Лоренс Маркс | Џеки Купер   | 26. јануар 1974.     |
|               |               |                  |                             |                                     |                                                                                       |              |                      |
| 44            | 20            | K-420            | Вољно                       | As You Were                         | Прича: Џин Рејнолдс Телеплеј: Лари Гелбарт и Лоренс Маркс                             | Хај Авербак  | 2. фебруар 1974.     |
|               |               |                  |                             |                                     |                                                                                       |              |                      |
| 45            | 21            | K-421            | Криза                       | Crisis                              | Лари Гелбарт и Лоренс Маркс                                                           | Дон Вајс     | 9. фебруар 1974.     |
|               |               |                  |                             |                                     |                                                                                       |              |                      |
| 46            | 22            | K-422            | Џорџ                        | George                              | Рајгер и Марковиц                                                                     | Џин Рејнолдс | 16. фебруар 1974.    |
|               |               |                  |                             |                                     |                                                                                       |              |                      |
| 47            | 23            | K-423            | Вести из домовине           | Mail Call                           | Лари Гелбарт и Лоренс Маркс                                                           | Алан Алда    | 23. фебруар 1974.    |
|               |               |                  |                             |                                     |                                                                                       |              |                      |
| 48            | 24            | K-424            | Просипање памети            | A Smattering of Intelligence        | Лари Гелбарт и Лоренс Маркс                                                           | Лари Гелбарт | 2. март 1974.        |
|               |               |                  |                             |                                     |                                                                                       |              |                      |
|               |               |                  |                             |                                     |                                                                                       |              |                      |